# الرابطة المتحدة لكرة القدم
الرابطة المتحدة لكرة القدم (بالإنجليزية: United Soccer League)‏ هي منظمة تدير دوريات كرة القدم في الولايات المتحدة الأمريكية. تشرف على دوريات كرة القدم للرجال والسيدات، وكلاهما دوري محترف. الدوريات الخاصة بالرجال التي تُنظم حاليًا هي دوري البطولة ودوري الدرجة الأولى ودوري الدرجة الثانية.
الرابطة مرتبطة مباشرةً مع اتحاد الولايات المتحدة لكرة القدم (USSF) ورابطة كرة القدم للبالغين في الولايات المتحدة (USASA). يقع مقر الرابطة المتحدة لكرة القدم في تامبا، فلوريدا.